# Gallinago delicata
La becasina (Gallinago delicata) también conocida como agachona común, agachona de Wilson, becasina común, guineíta o guineita grande, es una pequeña ave fornida playera. Esta especie fue considerada anteriormente como una subespecie de la agachadiza común, G. gallinago. Gallinago delicata se diferencia de esta última especie,  por poseer un estrecho borde blanco en las alas, y ocho pares de plumas de cola en lugar de siete.
Los adultos son de 23-28 cm de longitud con una envergadura de 39-45 cm. Tienen patas cortas, de color gris verdoso y un muy largo pico oscuro recto. El cuerpo es café moteado en la parte superior y pálido por debajo. Tienen una banda oscura, a través del ojo, con rayas claras por encima y por debajo. Las alas son puntiagudas.
Su hábitat son los esteros, pantanos, la tundra y praderas húmedas en Canadá y el norte de Estados Unidos. Es un residente durante todo el año en la costa del Pacífico de Estados Unidos. La población oriental migra hacia el sur de Estados Unidos y norte de América del Sur. Puede que el calentamiento global este obligando a las aves a trasladarse a su área de reproducción más pronto y que salgan más tarde que hace 100 años. En Ohio, por ejemplo, a finales de abril se registró como una fecha de migración promedio en 1906, pero actualmente la mayoría de la población local está presente en el caldo de cultivo.